# 소현
소현(韶顯, 1038년~1096년)은 고려 중기의 승려로 법상종의 고승이다. 속명(俗名)은 이민(李民), 본관은 인천 이씨, 자는 범위(範圍). 개성 출생. 중서령(中書令) 이자연의 아들이다. 시호는 혜덕왕사(慧德王師)이고, 탑호(塔號)는 진응(眞應)이다.

## 생애
11세(1048년)에 출가하여 해린의 제자가 되었고, 이듬해(1049년) 복흥사(復興寺)에서 구족계를 받았다.
1061년(문종 15) 왕륜사(王輪寺)의 오교대선장(五敎大選場)에 응시하여 대덕(大德)의 법계를 받았고, 1069년(문종 23) 중대사(重大師), 1071년 삼중대사(三重大師)가 되었다.
1079년에 금산사의 주지로 부임하여 절을 중창하였는데 금산사의 역사상 이때가 가장 큰 규모였다고 한다. 또한 금산사의 남쪽에 광교원(廣敎院)을 설치하여 경전을 강독하는 한편, 사경(寫經)·인경(印經) 등 경전의 판각과 유포를 위한 간경장(刊經藏)으로도 이용하였다. 당시 규기의 저작인 《법화현찬》(法華玄贊)과 《유식술기》(唯識述記)를 비롯한 유식론 계통의 장소(章疏) 32부 353권을 교정·개간하였으며, 그 사본을 유통시켰다.
1083년(선종 1)에는 개국사(開國寺)와 자운사(慈雲寺)에 선장(選場)을 마련하여 회주(會主)가 되었고, 그 해 승통(僧統)이 되어 현화사(玄化寺)에 잠시 머물렀다. 그 뒤 다시 금산사로 돌아가서 후학들을 지도하다가 1096년 12월 봉천원(奉天院)에서 입적하였다.
제자로는 도생승통 등 1,000여 인이 있었다. 금산사의 동쪽 부도전(浮屠殿)에 탑비가 남아 있다.

## 사진

김제 금산사에 있는 혜덕왕사탑비